# McCaysville (Géorgie)
McCaysville est une ville américaine située dans le comté de Fannin, en Géorgie. Selon le recensement de 2020, sa population est de 1 149 habitants.